# 国際NPO・NGO学会
国際NPO・NGO学会（International Society for Third Sector Research; ISTR）は、1992年に設立された学会で、サード・セクター（NPO, NGO）、シビル・ソサエティ、フィランソロピー、および非政府セクターに関する研究と教育の促進に取り組んでいる国際学会である。 同学会は、研究者間を結びつけて、サード・セクター、人間の福祉、国際開発に関して、地域的および国際的な規模で知見を交換し、知識を進歩させるよう努めている。
設立以来、米国のジョンズ・ホプキンス大学内に本部が設置されて、現在は同大学のブルームバーグ公衆衛生大学院の健康社会政策研究所内に事務所があるウェブサイトによると、ISTRの使命は「世界のすべての国でサード・セクターに関する知識を増やし、共有し、適用すること」であり、サード・セクターとその世界的なインパクトに関する知識と議論を進めるための学者と研究者のグローバルコミュニティを構築すること」とされている。
ISTRは、隔年で世界大会を主催し、その間にはアジア太平洋などのリージョナル・ネットワーク会議を開催し、地域に焦点を当てた研究者が地域固有の問題に対して相互に出会い議論できるようにしている。さらに、この組織は、発展途上国および東および中央ヨーロッパからのサード・セクターの研究者の数を増やすために尽力している。世界大会と地域会議の両方を開催することが、ISTR主導の他の取組とともに、組織のビジョンを達成するための大要を占めている。
現在の会員数は世界76カ国の約900人である。同学会は会員の研究を通じてグローバルな発展を目指す役割を有していると評価されている。
米国組織の Learning To Give によれば、同研究者ネットワークの主な目的は、サード・セクターの影響を理解し、それを活用するための協働のスペースを作成することである。この点で「国際NPO・NGO学会は、世界中のサード・セクターに非常に大きな影響を与えた。 同学会が学者と実務家のために相互に資する国際的な対話の機会を開いたので、学問の蛸壺の中で孤高の交流を図ることはない」と評価している。
同学会は、1997年に米国学術団体評議会（the American Council of Learned Societies）のメンバーとして認められた。また、多数の市民社会組織のメンバーであることに加えて、同学会自体は、研究者、他の市民社会アクター、および学生のネットワークで構成されている。その中には欧州フィランソロピー研究者ネットワーク（ERNOP）および EMES 国際研究が含まれている。

## 理事会
同学会は、「専務理事・事務局長のMargery Daniels及び事務局職員」からなる事務局及び会員から選出される15人の理事、さらに、「前会長、学会のジャーナルである Voluntas の編集長、およびホスト機関であるジョンズ・ホプキンス大学関係者の3人の職権上の理事」で理事会が構成されている。日本からは、国立民族学博物館の出口正之教授がアジア人としては初めての、そして、現在まで唯一の会長を2005－6年に務めた。

## 地域ネットワーク
5つの地域ネットワークで構成されている。アフリカ地域ネットワーク、アジア太平洋地域ネットワーク、ヨーロッパ地域ネットワーク、ラテンアメリカおよびカリブ海ネットワーク、およびポストソビエト地域ネットワークである。

## 世界大会
世界大会は、２年ごとに異なる国で開催あれ、サード・セクターの新しい研究について発表をし、研究の推進を行っている。ISTRはこれらの国際会議を12回開催しており、最新の会議は2016年にスウェーデンのストックホルムで開催された。以前の大会の開催場所は以下の通り。
- Pecs, Hungary 1994
- Mexico City, Mexico 1996
- Geneva, Switzerland 1998
- Dublin, Ireland 2000
- Cape Town, South Africa2002
- Toronto, Canada 2004
- Bangkok, Thailand 2006
- Barcelona, Spain 2008
- Istanbul, Turkey 2010
- Siena, Italy 2012
- Muenster, Germany 2014
- Stockholm, Sweden 2016

次回の世界大会はオランダのアムステルダムで2018年に開催予定である。
同学会の地域大会は以下のとおりである。
Africa Regional Network Conferences
- 2016 Accra, Ghana
- 2013 Nairobi, Kenya
- 2011 Stellenbosch, South Africa

Asia Pacific Regional Network Conferences
- 2019 Bangkok, Thailand
- 2017 Jakarta, Indonesia
- 2015 Tokyo, Japan
- 2013 Seoul, Korea
- 2011 Bali Indonesia
- 2009 Taipei, Taiwan
- 2007 Manila, Philippines
- 2005 Bangalore, India
- 2003 Beijing, China
- 2001 Osaka, Japan
- 1999 Bangkok, Thailand

Latin America and the Caribbean Regional Network Conferences
- 2015 San Juan/Ponce, Puerto Rico
- 2013 Santiago, Chile
- 2011 Buenos Aires, Argentina
- 2009 Mexico City, Mexico
- 2007 Salvador de Bahia, Brazil
- 2005 Lima, Peru
- 2003 San Jose, Costa Rica
- 2001 Buenos Aires, Argentina
- 1999 Santiago, Chile
- 1997 Rio de Janeiro, Brazil
- 1996 Mexico City, Mexico

## 出版物
同学会は学際的な研究と政策のジャーナルである Voluntas を年に6回発行し、理論、実証研究のプラットフォームを提供し、非営利研究の国際研究の中心的なフォーラムを提供している。Voluntas は論文及び書評が掲載されて、年6回刊行されている。
また、ニューズレターとして Inside ISTR が年6回刊行されている。

## References
1. 1 2  International Society for Third-Sector Research. American Council of Learned Societies. 21 September 2016.
2. ↑  Research Centers. Johns Hopkins Bloomberg School of Public Health. 21 September 2016
3. ↑  Mission and Vision of ISTR. International Society for Third-Sector Research. 21 September 2065
4. 1 2  ISTR. The International Society for Third Sector Research. EMES. 21 September 2016
5. ↑  International Society for Third Sector Research. Charles Stewart Mott Foundation. 19 September 2016
6. ↑  Organizational Profile: International Society for Third Sector Research. LEARNPHILANTHROPY. 1 November 2016
7. ↑  Bosnjak, George Paul. International Society for Third Sector Research (The). Learning To Give. 4 November 2016
8. ↑  European Research Network on Philanthropy. 28 September 2016
9. 1 2 3 4  International Society for Third-Sector Research (ISTR). Springer Link. 2010.
10. ↑  “ひと：出口正之さん＝アジア発の世界大会へ、NGO・NPO学会会長”.”. 毎日新聞. (2006年7月3日)
11. ↑  Amsterdam 2018/ International Society for Third-Sector Research. 25 September 2016